# Patrick Amoah
Patrick Amoah (Solna, 18 augustus 1986) is een Zweedse voetballer van Ghanese origine die als aanvaller speelt.

## Carrière
Patrick Amoah speelde bij de jeugd van Djurgårdens IF en werd in 2002 even uitgeleend aan Värtans IK. In de zomer van 2004 maakte hij bij Djurgårdens de overstap naar de A-kern. Na de verkoop van Geert den Ouden en de blessure van Søren Larsen kwam er voor Amoah een plaats vrij in het eerste elftal. In 2006 leende de club de Zweedse aanvaller uit aan Assyriska Föreningen.
In januari 2008 verhuisde Amoah als vrije speler naar Spanje. Hij tekende er een contract bij CF Atlético Ciudad, dat uitkwam in de Segunda División A. Hij speelde er in totaal 17 competitiewedstrijden, waarin hij 10 keer scoorde. In de herfst van 2008 verkaste hij voor één seizoen naar de Franse derdeklasser Paris FC.
In de zomer van 2009 haalde derdeklasser WS Woluwe de Zweed naar België. Hij werd er een vaste waarde en speelde in 2011 in Derde Klasse B kampioen. Hij werd dat seizoen ook topschutter. In juni 2011 zette hij een stap hogerop en tekende hij een contract voor twee seizoenen bij eersteklasser Oud-Heverlee Leuven. In zijn eerste wedstrijd wist Amoah al meteen te scoren tegen de Belgische topclub RSC Anderlecht waardoor OHL de wedstrijd met 2-1 won. Hij kon deze goede lijn echter niet doortrekken en vertrok, bij gebrek aan speelminuten, tijdens de winterstop opnieuw naar WS Woluwe.
Op 31 juli 2013 tekende hij een tweejarig contract bij Fortuna Sittard. In 2014 keerde hij terug naar Zweden.
Hij heeft een voetbalschool opgericht in Kumasi.

## Statistieken
| seizoen | club                   | land      | competitie           | wed. | dlp. |
| ------- | ---------------------- | --------- | -------------------- | ---- | ---- |
| 2004/05 | Djurgårdens IF         | Zweden    | Allsvenskan          | 27   | 3    |
| 2005/06 | Djurgårdens IF         | Zweden    | Allsvenskan          | 13   | 1    |
| 2006/07 | → Assyriska Föreningen | Zweden    | Superettan           | 23   | 4    |
| 2007/08 | CF Atlético Ciudad     | Spanje    | Segunda División B   | 17   | 10   |
| 2008/09 | Paris FC               | Frankrijk | Championnat National | 8    | 3    |
| 2009/10 | WS Woluwe              | België    | Derde Klasse B       | 26   | 16   |
| 2010/11 | WS Woluwe              | België    | Derde Klasse B       | 33   | 27   |
| 2011/12 | Oud-Heverlee Leuven    | België    | Jupiler Pro League   | 9    | 1    |
| 2011/12 | WS Woluwe              | België    | Tweede Klasse        | 6    | 5    |
| 2012/13 | WS Woluwe              | België    | Tweede Klasse        | 27   | 3    |
| 2013/14 | Fortuna Sittard        | Nederland | Jupiler League       | 25   | 4    |
|         |                        |           | Totaal               | 224  | 77   |

## Erelijst
- Kampioen van Zweden: 2005
- Beker van Zweden: 2004, 2005
- Kampioen in Derde Klasse B: 2011
- Topschutter in Derde Klasse B: 2011